# Fanny Brate

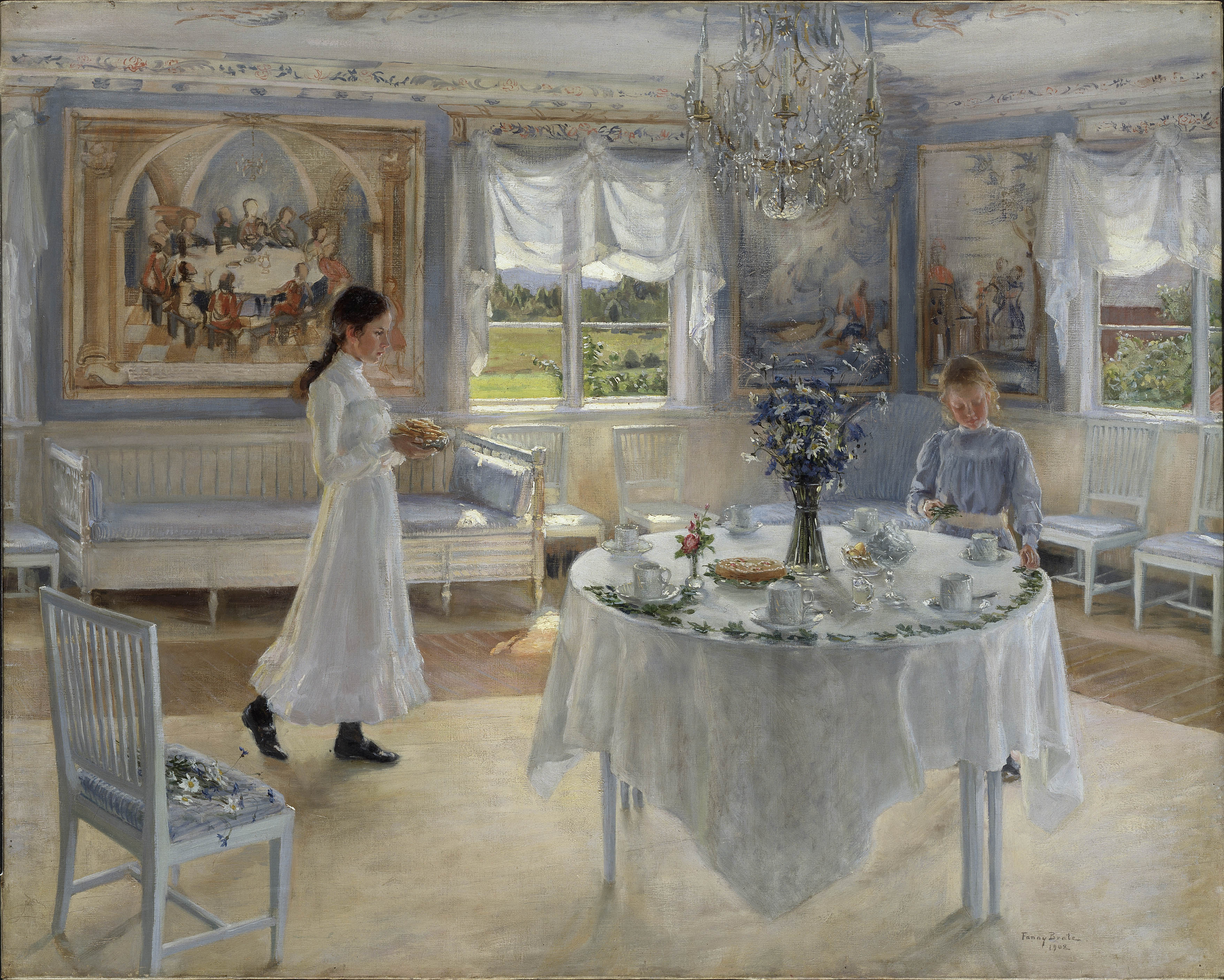
Namnsdag, 1902, Nationalmuseum.

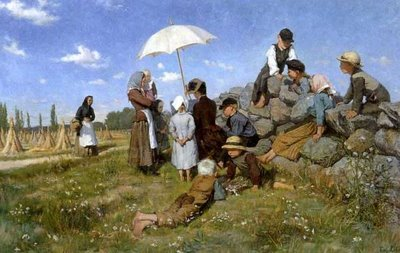
Konstvänner, 1885, Musée d'Orsay.

Fanny Ingeborg Matilda Brate, född Ekbom 26 februari 1861 i Stockholm, död 24 april 1940 i Stockholm, var en svensk målare.

## Liv och verk
Fanny Brate föddes i Arvfurstens palats i Stockholm som dotter till hovbokhållaren Frans Ekbom och Henriette Dahlgren..
Hon påstås ha inspirerat Carl Larsson i hans akvareller av idylliskt familjeliv. Som andra sekelskiftesmålarinnor stod hon i viss mån i skuggan av manliga konstnärer. Men till skillnad från många konstnärinnor som gifte sig fortsatte hon att måla efter äktenskapet och livet ut. Fanny Brate verkade vidare för kvinnliga bildkonstnärers möjlighet att etablera sig och för barns pedagogiska utveckling.  
Fanny Brate var elev vid Klara Strömbergs flickskola 1868–1877, fick undervisning i ritning vid Slöjdskolan i Stockholm vintern 1877–78 och var elev där 1878–1879. Hon studerade först vid Tekniska skolan (Konstfack) och antogs sedan Konstakademien 1879. Bland hennes lärare påverkade Georg von Rosen och August Malmström henne mest. År 1885 erhöll hon Kunglig medalj för verket Konstvänner, vilken porträtterar målarinnan själv omgiven av en barnaskara. Hon studerade på Académie Colarossi i Paris 1887 med understöd av ett Konstakademiens resestipendium och gjorde ytterligare studieresor, bland annat till Paris 1889 och till Tyskland, Danmark, Norge, England, Österrike och Italien. Vid sekelskiftet utvidgade hon de motivkretsar, som främst förknippas med hennes namn, nämligen genreporträtt och intima hemskildringar. I dessa ofta ljusdränkta interiörer tolkas motiven med en finstämd realism, som för tanken till impressionisterna och Skagenmålarna. Många av hennes målningar avbildar hennes egna barn i olika sammanhang, och hennes intresse för barn sträckte sig till att illustrera en rad barnböcker, exempelvis Mormors eventyr, och även till att aktivt delta i utbildningsdebatten. 
Fanny Brates produktion består av interiörer, landskap och porträtt, samt  – enligt hennes egen uppgift – "blommor och stilleben som rekreation och vila". Främst är hennes få stora dukar Konstvänner (1885); Retstickor (1885); Sommardag vid Burgsviks hamn (1887); Müsse, Grinden, eller En ledig stund (1892), I midsommartid (1898); Studiehufud senare kallad Läsande flicka vid fönster (1899) samt Namnsdag (1902), vilken har ett motiv från Brategården. Bland de mindre dukarna märks Sommaridyll (1894); Kurragömma (1896); Solsken (1898); Vår, Läsande flicka (1901?), Blind gumma (1903), Nyckelharpspelare (1903), Nåtbindare (1932), samt ett mångfald av stilleben och porträtt. 
Fanny Brate blev medlem i Svenska konstnärernas förening 1891. Hon målade både akvareller och i olja och finns representerad vid Nationalmuseum, Nordiska museet i Stockholm, Göteborgs konstmuseum och Musée d'Orsay i Paris.
Hon gifte sig 1887 med runologen Erik Brate. Paret hade fyra döttrar: Astrid Billström (1888–1929), Torun Munthe, Ragnhild (1892–94) och Ingegärd (1899–1951)
| ” | Fru Fanny Brate utställer en liten samling porträtt och studier. Porträttgenren "Vår" framställer en rosenkindad liten flickprofil i ett fönster. Framför sig har hon en läxbok, men ögonen dröja hellre vid de gula påskliljorna i glaset på bordet, och hela den täcka taflan skulle kanna vara en illustration till Topelii visa Alauda cantat. När fru Brate de sista åren utställt, har det gärna varit en af dessa rundhyllta småflickor, och man nickar åt dem som åt gamla bekanta. De andra barnporträtten, en liten flicka i rutig klädning och med en trovärdig blick i sina blå ögon samt en liten tjockis till baby, tillhör samma ämnessfär; man känner, att fru Brate helst dväljes i den, och det återverkar äfven på hennes konst, som här ger sig tylligast och bäst. ”En nyckelharpspelare” är en kärleksfullt iakttagen studie, likaså ”Studiehufvud”, och bland landskapen utmärker sig särskildt ”I hagaparken” genom sin friskhet. | „ |
| – Signaturen Eko i tidskriften Dagny om Brate deltagande i en utställning på Konstföreningens lokal 1901. | |   |

## Utställningar
Fanny Brate finns representerad på bland andra Nationalmuseum, Nordiska museet och Bohusläns museum.
- VI. Internationale Kunstausstellung, München, 1892
- Svenska konstnärernas förening 1895
- Konstnärsförbundet 1895
- Stockholmsutställningen 1897
- Grosse Kunstausstellung, Berlin, 1900
- VIII. Internationale Kunstausstellung, München, 1901
- Sveriges Allmänna Konstförening (SAK), Stockholm 1901
- Svenska konstnärernas förening 1903
- Världsutställningen i Saint Louis 1904, Missouri, USA (bronsmedalj för målningen "Nyckelharpspelare")
- Den kvinnliga konsten på Svenska konstnärernas förenings utställning, 1909
- Föreningen Svenska Konstnärinnor  på Konstakademin 1911
- Baltiska utställningen 1914
- Minnesutställning, Nationalmuseum,1943
- De drogo till Paris - Nordiska konstnärinnor på 1880-talet, Liljevalchs 1988
- Leksands konstmuseum, 2007
- Hemma - skandinaviska interiörer i konsten, Nationalmuseum, 2010
- Ljusets magi - Friluftsmåleri från sent 1800-tal, Prins Eugens Waldemarsudde 2016
- Salongsmåleri!?, Prins Eugens Waldemarsudde 2016
- Anekdot essä #9 Hemmets konst – en kvinnofälla? Katarina MacLeod 2019
- Ett eget rum - Konstnärsrollen under det sena 1800-talet, Prins Eugens Waldemarsudde 2021-22

## Bildgalleri

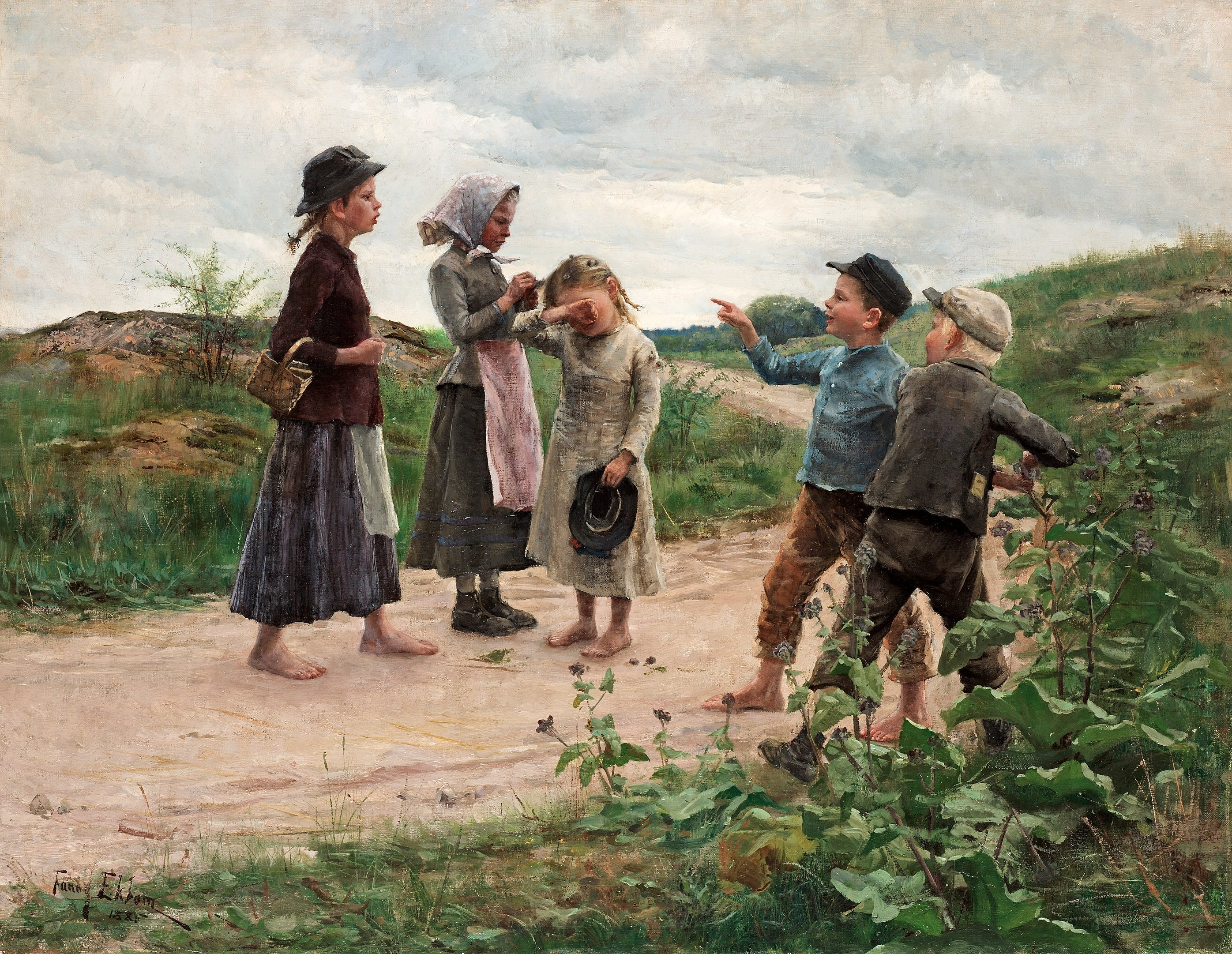
Retstickor, 1885
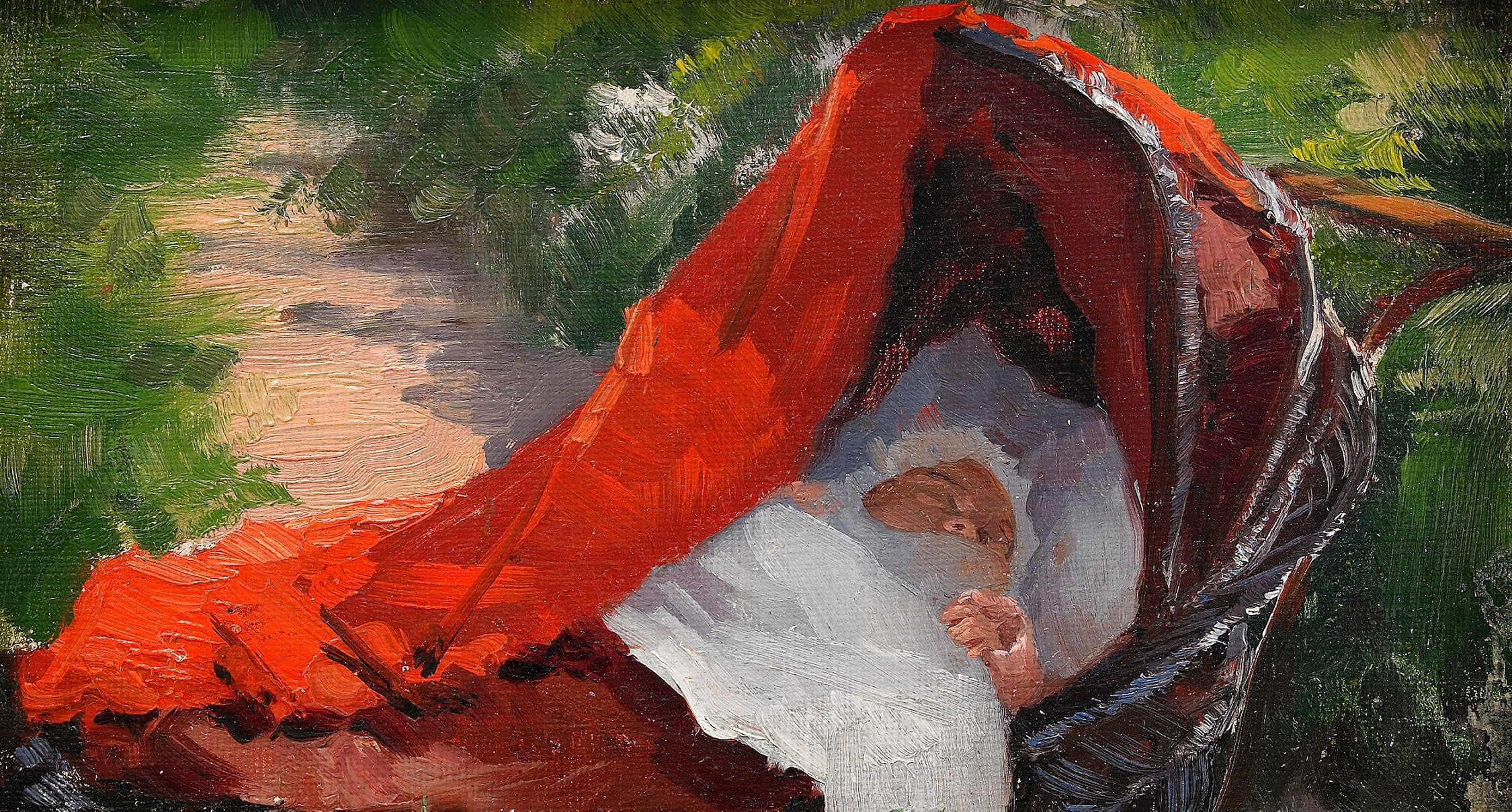
Sov så sött, omkring 1889
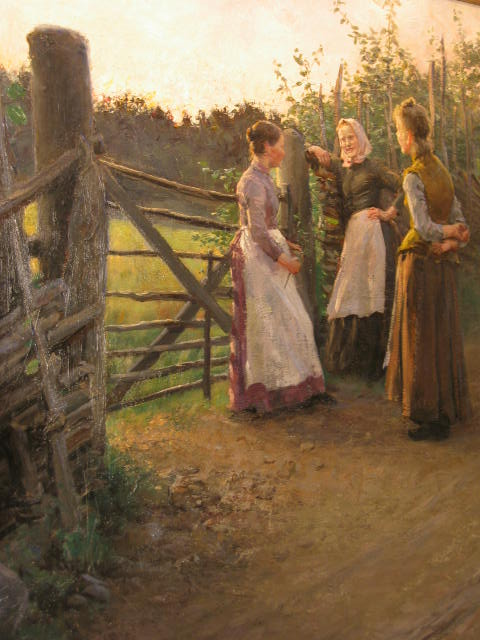
Müsse, Grinden, En ledig stund 1892, detalj